# روزازیت
روزازیت  (به انگلیسی: Rosasite) با فرمول شیمیایی (CuZn)2 [(OH)2 - CO3] از مجموعه کانی هاست و از نام معدن Rosas در ساردنی اخذ شده‌است. محلول در اسیدها بر اثر حرارت شعله CuO:۴۱٫۱۵٪  ZnO:۳۰٫۹۹٪  CO۲:۱۹٫۷۷٪  H2O:۸٫۰۹٪   از نظر شکل بلور: قرصی شکل، رنگ: آبی - سبز آبی روشن، شفافیت: نیمه کدر- کدر(اپاک)، جلا: شیشه ای، رخ: در جهات مختلف فرق دارد.، سیستم تبلور: مونوکلینیک و در رده‌بندی کربنات است همچنین خاصیت مغناطیسی ندارد و منشأ تشکیل آن ثانوی است.
همایند کانی‌شناسی (پارانژ) آن اشعه X و واکنش‌های شیمیائی(محتوای Zn)مالاکیت- هیدروزنیکیت- اوریکالسیت- بروکانتیت- مالاکیت است
، از نظر ژیزمان بلوری - آگرگات رشته‌ای تا اسفرولیتیکی کمیاب است و بیشتر در ایتالیا، URSS، نامبیا و آمریکا یافت می‌شود.

## منبع
- پردیس کشاورزی ایران